# Departamento Independencia (La Rioja)
Das Departamento Independencia liegt im Westen der Provinz La Rioja im Nordwesten Argentiniens und ist eine von 18 Verwaltungseinheiten der Provinz. 
Es grenzt im Norden an die Departamentos Coronel Felipe Varela, Chilecito und Capital, im Osten an das Departamento General Ángel V. Peñaloza, im Süden an das Departamento General Juan Facundo Quiroga und im Westen an die Provinz San Juan. 
Die Hauptstadt des Departamento Independencia ist Patquía.

## Städte und Gemeinden
Das Departamento Independencia ist in folgende Gemeinden aufgeteilt:
- Amaná
- Los Colorados
- Paganzo
- Patquía